# Dactyloctenium scindicum
Dactyloctenium scindicum är en gräsart som beskrevs av Pierre Edmond Boissier. Dactyloctenium scindicum ingår i släktet knapphirser, och familjen gräs. Inga underarter finns listade i Catalogue of Life.